# ZB vz. 37
ZB vz. 37 ist die Bezeichnung für ein von Václav Holek entwickeltes schweres Maschinengewehr im Kaliber 7,92 × 57 mm. Dieses luftgekühlte MG wurde in der Waffenfabrik Zbrojovka Brno in Brünn (teilweise auch in Zbrojovka Vsetín) in der ehemaligen Tschechoslowakei ab 1937 hergestellt und unter anderem in folgende Staaten exportiert: Großbritannien, Jugoslawien, Rumänien, Iran, China.
Das ZB vz. 37 ist ein zuschießender Gasdrucklader mit kurz zurückgleitendem Wechsellauf. An der Laufmündung sitzt ein trichterförmiger Mündungsfeuerdämpfer. Das Gasrohr sitzt unter dem Lauf und hat einen vierfach verstellbaren Gasregulator. Der Kippblockverschluss funktioniert wie beim ZB vz. 26; der Verschlussblock kippt nach oben und wird durch eine Aussparung im Systemkasten verriegelt. Die Feuerrate kann mit einem Hebel an der rechten Gehäuseseite eingestellt werden. Der Hebel betätigt einen gefederten Rücklaufbegrenzer, der in den Rücklaufweg des Verschlusses ein- oder ausgeschaltet wird. In der oberen Position gibt der Begrenzer den gesamten Rücklauf frei, was in einer längeren Ladezeit und dadurch niedrigeren Kadenz resultiert. In der unteren Position wird der Rücklauf begrenzt und die Feder des Begrenzers nimmt einen Teil des Rückstoßes auf.
Die Patronenzufuhr erfolgt von der rechten Seite.
Für die Waffe standen ein Fla-Reflexvisier und auch ein Zielfernrohr zur Verfügung.
Das Maschinengewehr wurde beim Einsatz durch die Infanterie auf einem Dreibein aufgestellt und mit Dauergurten zu je 100 Patronen geladen, die in 200-Schuss-Kästen mitgetragen wurden. Die Waffe wurde auch in den tschechoslowakischen Grenzbefestigungen gegen feindliche Infanterie installiert sowie in tschechoslowakischen Kampfpanzern z. B. im Lt vz. 35 und Lt vz. 38. In Großbritannien wurde die Waffe unter der Bezeichnung Besa in gepanzerten Fahrzeugen eingesetzt.
Nach der Zerschlagung und Besetzung der Tschechoslowakei durch das Deutsche Reich 1939 wurde das ZB vz. 37 in großen Stückzahlen von der Wehrmacht übernommen. Während des Krieges wurde das ZB vz. 37 vor allem in den von den Deutschen erbeuteten tschechischen Kampfpanzern sowie bei Wehrmacht und Waffen-SS und auch von der rumänischen Armee benutzt.